# Habranthus cordobensis
Habranthus cordobensis är en amaryllisväxtart som beskrevs av Pierfelice Ravenna. Habranthus cordobensis ingår i släktet Habranthus och familjen amaryllisväxter. Inga underarter finns listade i Catalogue of Life.